# Fernan Lake Village
Fernan Lake Village – miasto w Stanach Zjednoczonych, w stanie Idaho, w hrabstwie Kootenai.